# Menemerus lesserti
Menemerus lesserti är en spindelart som beskrevs av Lawrence 1927 [1928. Menemerus lesserti ingår i släktet Menemerus och familjen hoppspindlar. Inga underarter finns listade i Catalogue of Life.